# Kareedouw
Kareedouw ist eine Kleinstadt mit 4985 Einwohnern (Stand: 2011) in der Gemeinde Kou-Kamma, Distrikt Sarah Baartman, Provinz Ostkap in Südafrika. Die Stadt liegt auf 300 Metern Höhe zwischen dem Tsitsikamma National Park und der Baviaanskloof Mega-Reserve an der Route 62, 48 Kilometer von Humansdorp und 42 Kilometer von Joubertina entfernt. Die Stadt ist Sitz der Gemeindeverwaltung.
Gegründet wurde die Stadt 1905 als Gemeinde der niederländisch-reformierten Kirche Südafrikas. Benannt ist sie nach einem Baum mit dem Namen Karee (Rhus lancea, dt. Weiden-Essigbaum). Gemeint ist hier der Tau (Niederländisch: douw) auf diesem Baum. Im Langkloof-Tal ziehen häufig Wolken und Nebel vom Meer heran, die sich dann als Tau auf den Bäumen niederschlagen.
Wirtschaftlich bedeutend für die Stadt sind die Forstwirtschaft, Obstplantagen und in geringem Umfang der Tourismus.

## Sehenswürdigkeiten
- Tsitsikamma National Park
- Baviaanskloof Mega-Reserve
- Formosa Nature Reserve mit 50.000 Hektar Größe